# سبیت
سبیت (به انگلیسی: CeBIT) بزرگترین و مشهورترین نمایشگاه کامپیوتر دنیا بود که سال ۲۰۱۸، آخرین رویداد آن برگزار شد، به دلیل کاهش بازدیدکنندگان و حضور شرکت‌ها. این نمایشگاه بزرگترین رویداد دنیا در صنعت کامپیوتر، شبکه و فناوری اطلاعات و ارتباطات بود که همه ساله با حضور فعالان علوم کامپیوتر، ارتباطات و مخابرات در محل نمایشگاه‌های شهر هانوفر برگزار می‌شد. این نمایشگاه به عنوان معیاری برای کاربرد خلاقیت و هنر در صنعت فناوری اطلاعات شناخته می‌شد که جالب‌ترین و خلاقانه‌ترین ایده‌های عملی شده را می‌توان در آن یافت. طیف وسیعی از کمپانی‌ها، سازمان‌ها و مراکز معتبر پژوهشی مرتبط با تکنولوژی‌های نوین ارتباطی و اطلاعاتی در نمایشگاه کامپیوتر آلمان شرکت می‌کردند و دستاوردهای تخصصی خود را در معرض دید عموم و کارشناسان این صنعت قرار می دادند. نمایشگاه فناوری اطلاعات هانوفر معروف به سبیت، که مورد توجه سیاستمداران نیز بود، فرصت بسیار خوبی برای تولیدکنندگان محصولات و خدمات فناوری اطلاعات برای عرضه و فروش آن‌ها به تمام دنیا بود.

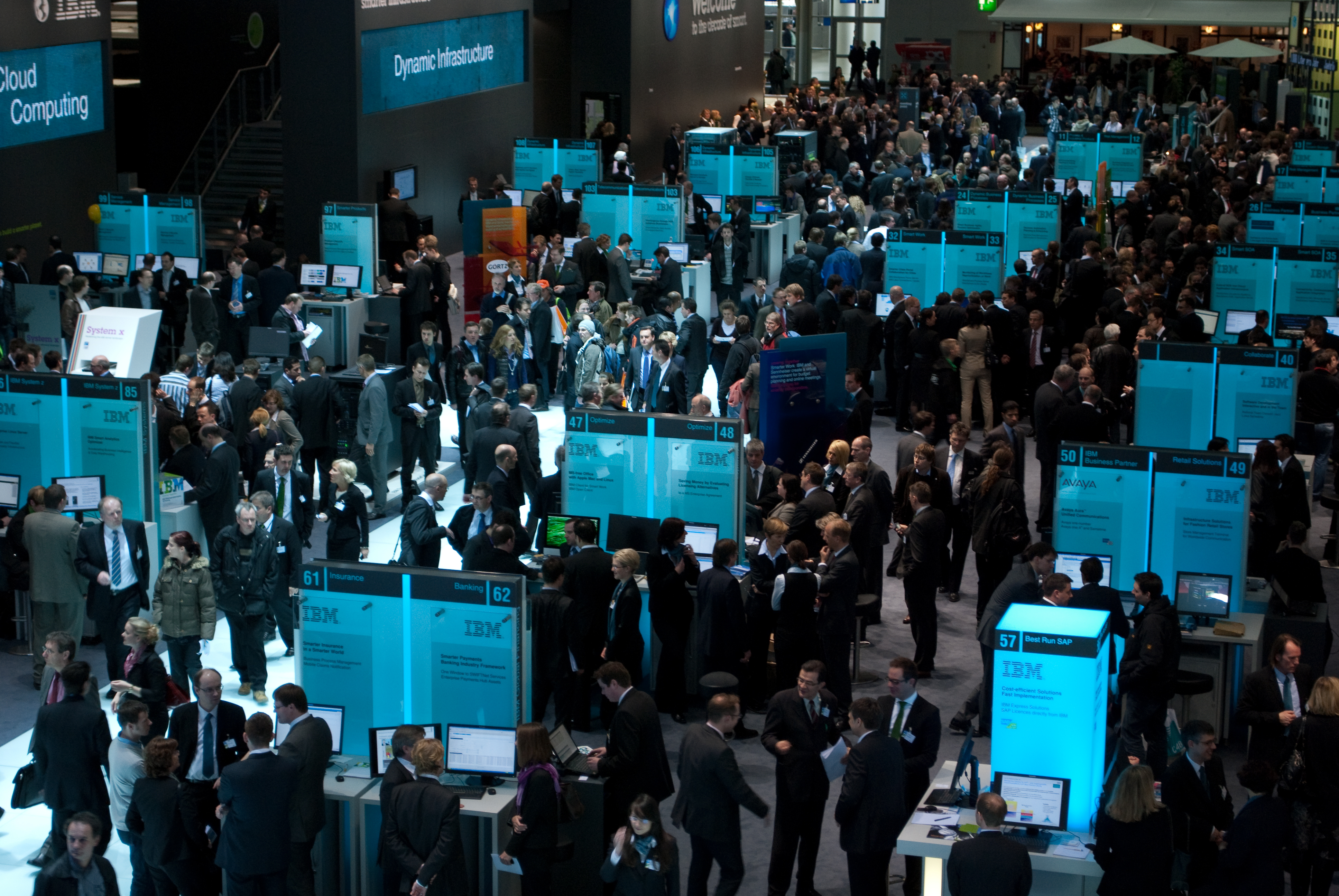
استندهای آی بی ام در نمایشگاه سال ۲۰۱۰